# Morimolamia fruhstorferi
Morimolamia fruhstorferi – gatunek chrząszcza z rodziny kózkowatych i podrodziny zgrzypikowych. Jedyny przedstawiciel rodzaju Morimolamia.

## Zasięg występowania
Gatunek ten występuje na Półwyspie Malajskim.